# Aman Andom
Aman Mikael Andom (Hamasien, Eritrea italiana, 21 de junio de 1924 - Adís Abeba, Etiopía, 23 de noviembre de 1974) fue un militar eritreo-etíope, y el primer jefe de Estado post-imperial de Etiopía tras la revolución que derrocó al Emperador Amha Selassie e instauró la junta militar comunista conocida como Consejo Administrativo Militar Provisional de la Etiopía Socialista o Derg. Ocupó la jefatura de estado desde el derrocamiento de la monarquía el 12 de septiembre de 1974, hasta su muerte en un tiroteo contra sus antiguos partidarios, el 23 de noviembre de ese mismo año, pues era considerado por sus partidarios "un obstáculo" para el gobierno del Derg. Es indiscutible que el general etíope murió por un traumatismo balístico sin que se haya establecido feacientemente si fue asesinado orden de Mengistu o bien si se suicidó presionado por este.